# Osamu Yamaji
Osamu Yamaji (31 agosto 1929 – Prefettura di Kanagawa, 26 gennaio 2021) è stato un calciatore giapponese, di ruolo difensore.